# Dschibla

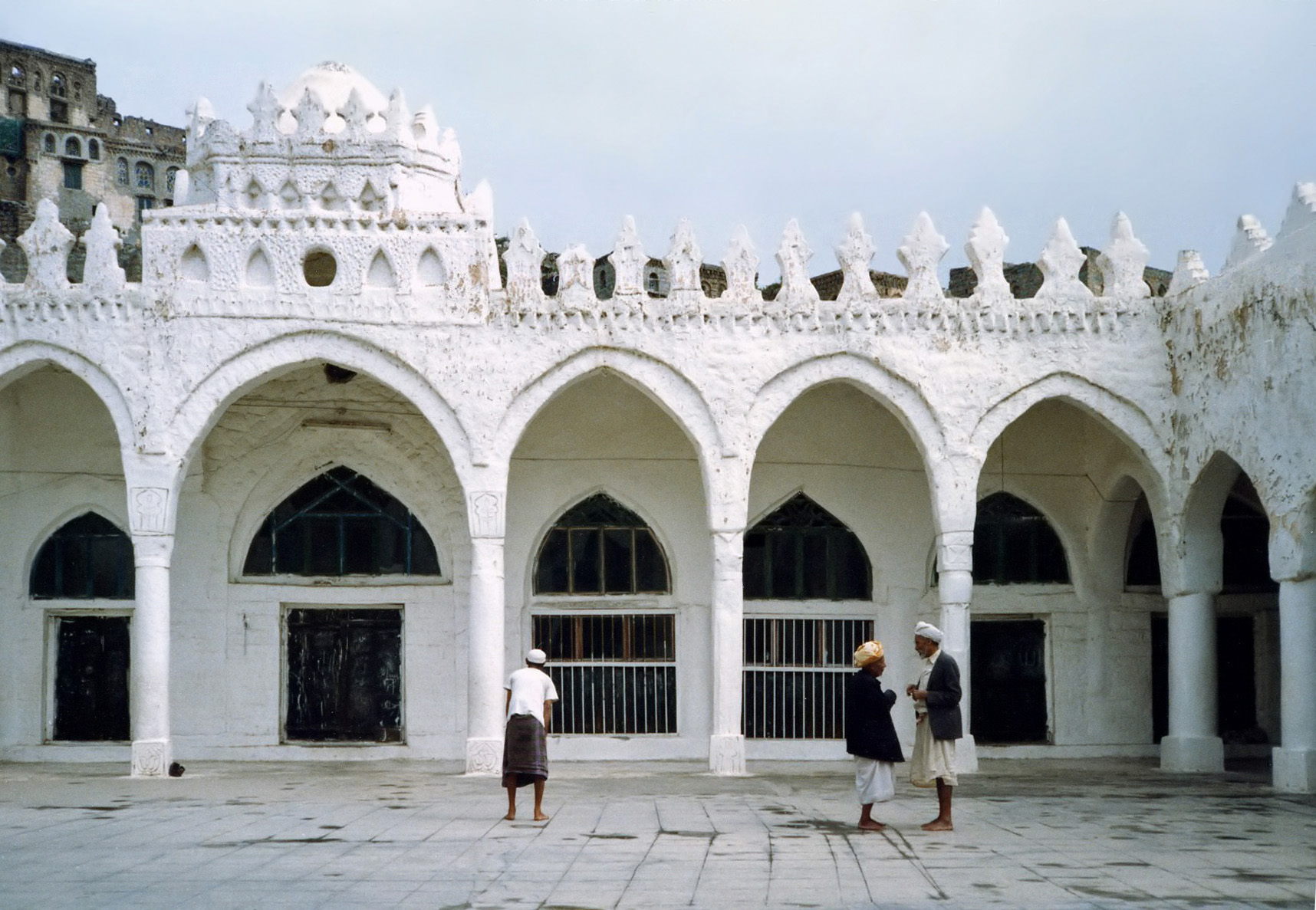

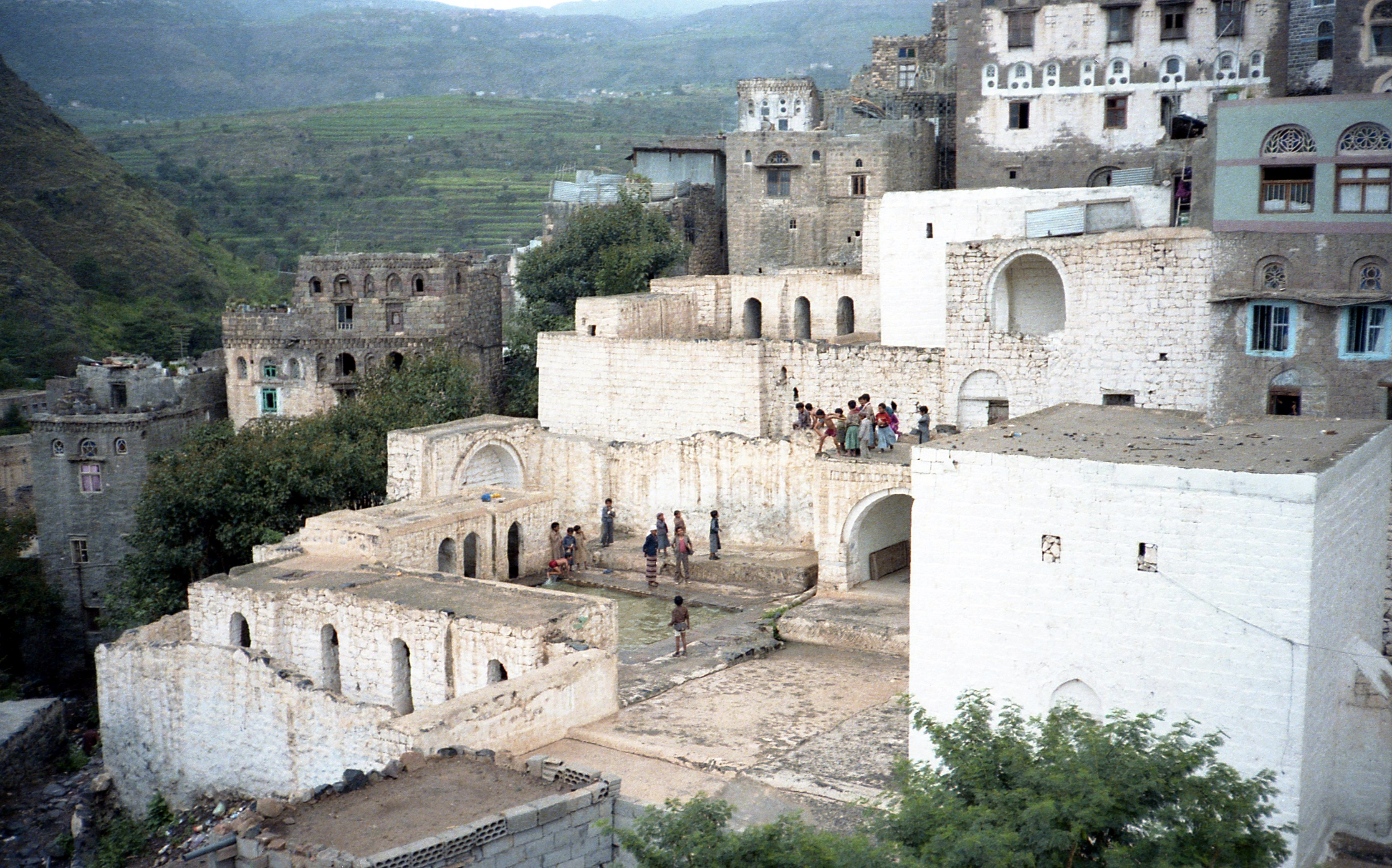
Ein- und Ausblicke über Terrassen und Dächer Dschiblas. Im Hintergrund die fruchtbaren Berghänge.

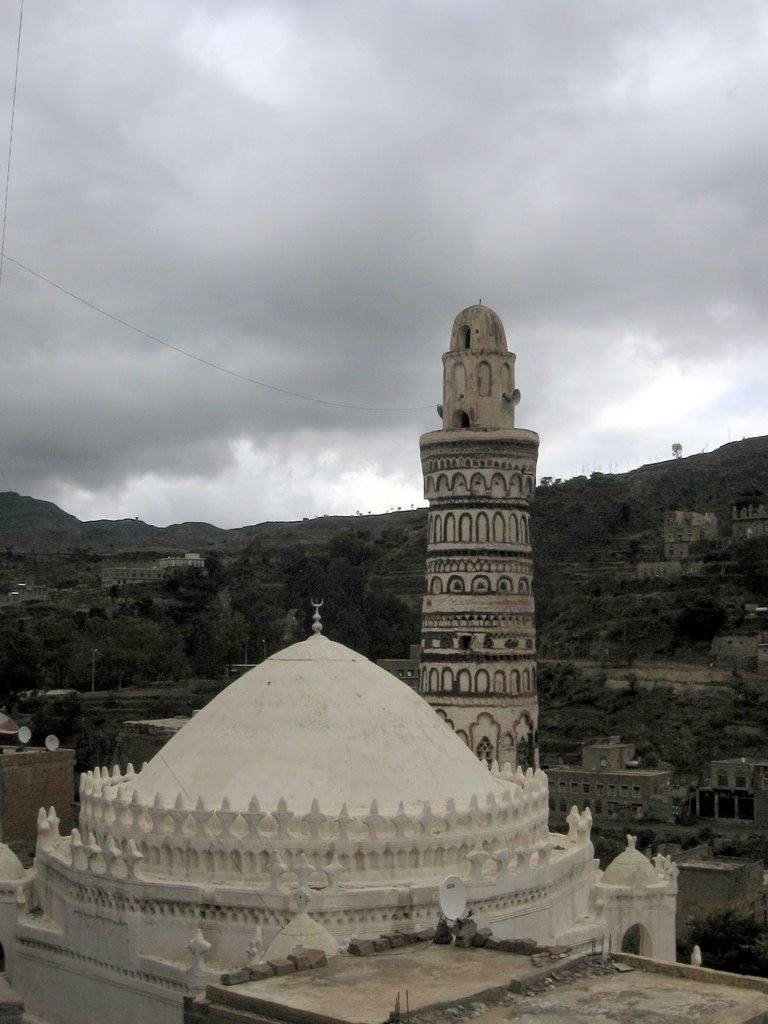
Die Arwā-bint-Aḥmad-Moschee

Dschibla (auch: Dhū Jibla oder auch Dschibbla, Dschiblah und Jiblah; arabisch جبلة, DMG Ǧibla) ist eine jemenitische Kleinstadt im Gouvernement Ibb.

## Stadtgeschichte
Die Stadt liegt entlang von zwei Flüssen und lehnt sich an die Flanken eines Basaltkegels des Westlichen Gebirgshangs an. Regenreichtum und Wasserquellen machen die Region recht fruchtbar. Problemlos lassen sich Obst und Gemüse anbauen. Der Name der Stadt wird einem jüdischen Töpfer zugeschrieben, der in Dschibla arbeitete und Jebilah geheißen haben soll.
Aus dem 15. Jahrhundert sind drei Brücken erhalten, die sich über beiden Flussarme erstrecken. Die Hanglage teilt die Stadt in eine Ober- und eine Unterstadt. Steile Gassen verbinden die Stadtreviere. Enge belebte Suqs, stattliche, bis zu fünfgeschossige, Steinhäuser und weitere jahrhundertealte Moscheen geben dem Städtchen ein typisch jemenitisches Gepräge.
Dschibla und seine Umgebung wurden 2002 – noch unverbindlich – in die sogenannte UNESCO-World Heritage Tentative List als vermeintliches Gemeinkulturerbe aufgenommen.

## Moschee und Palast
Die Bedeutung Dschiblas geht auf die kunsthistorisch bedeutsame Große Moschee aus dem 11. Jahrhundert zurück. Sie war als Grabmoschee konzipiert und entstand auf Veranlassung der für ihre energischen Regierungsgeschäfte bekannten Königin Arwa bint Ahmad aus dem ismailitischen Herrscherhaus der Sulaihiden (1086–1138). Sie war die Schwiegertochter des Dynastiebegründers Ali as-Sulaihi und hatte den Regierungssitz nach dem Tod ihres Mannes al-Mukarram Ahmad und damit auch die jemenitische Hauptstadt von Sanaa nach Dschibla verlegt, von wo aus sie eine glanzvolle Regierungsepoche einleitete.
Die Arwā-bint-Aḥmad-Moschee, auch Große Moschee, Freitagsmoschee wurde 1088 n. Chr. erbaut. Prominent sind zwei weiße filigrane Ziegelsteinminarette. Sie ist eine Hof-Moschee mit einer fatimidisch gehaltenen Gebetshalle, die ein erhöhtes Mittelschiff und mehrere Wandelgänge aufweist. Sie repräsentiert weitere ismailitische Einflüsse, insbesondere wird dies in den vorhandenen Kalligrafien und Dekorationen deutlich. An der Westseite, neben dem im rein fatimidisch gehaltenen Mihrab, liegt die Ruhestätte der Herrscherin (Grabstein). Im Mittelalter galt die Moschee als Synonym und Symbol der Weisheit Arwas und gilt bis heute als das prachtvollste aller von ihr gesetzten architektonischen Denkmäler.
Die Moschee verfügt über eine werthaltige Bibliothek, welche eine Vielzahl rarer Manuskripte über den Islam und die arabische Sprache beherbergt. Darunter befindet sich ein Manuskript des Korans, dessen Abfassung vor über 700 Jahren vermutet wird. Auch machte sich Arwā bint Aḥmad für die Ausbildung von Frauen stark und ermutigte sie hierzu. Auch darüber legt die Bibliothek reichhaltiges Zeugnis ab, denn es finden sich von Frauen verfasste Schriften. Diese Umstände brachten Dschibla den Ruf ein, eine Stadt des Geistes, des Wissens und der Wissenschaften zu sein.

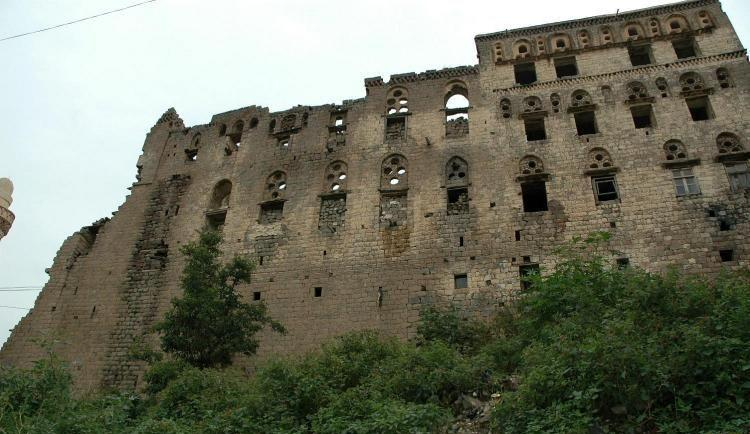
Ruine des Arwa bint Ahmad-Palasts, auch Arwa al-Sulaihi genannt

Der alte, ehemals vierstöckige, Königinnen-Palast (Arwa bint Ahmad-Palast) ist zerfallen. Einst lebte Arwa bint Ahmad hier und traf im Palast ihre politischen Entscheidungen. Der Palast soll aus 365 Räumen bestanden haben, wobei Vorbild das aus 365 Tagen bestehende Jahr gewesen sein soll. Um potentiellen nächtlichen Angreifern Höchstschwierigkeiten beim Näherungsversuch zu machen, soll sie jede Nacht in einem anderen Raum verbracht haben. Heute existieren gerade noch zwei Räume.
Neben dem Palast steht ein Museum zu Ehren der Königin, welche auch nicht unerhebliche finanzielle Aufwendungen für die Anlage von Gemüse-Terrassen aufgebracht hatte. Diese existieren noch heute.